# George O'Brien
George O'Brien (San Francisco, 19 aprile 1899 – Broken Arrow, 4 settembre 1985) è stato un attore statunitense.

## Biografia

### Gli inizi
Di origine irlandese, figlio di un poliziotto - suo padre Dan fu anche il capo della polizia di San Francisco nonché colui che ordinò l'arresto di Roscoe "Fatty" Arbuckle nel 1921 - il giovane George nel 1917 si arruolò volontario nella Marina e combatté durante la prima guerra mondiale all'entrata degli Stati Uniti nel conflitto.
Rientrato dalla guerra, dopo un'esperienza come pugile che lo vide campione dei mediomassimi della flotta americana nel Pacifico, O'Brien si recò a Hollywood per tentare la carriera di cameraman e lavorò come assistente in film interpretati da Tom Mix e Buck Jones. Ottenne alcuni ingaggi come stuntman, iniziando così in sordina la sua carriera di attore. Nel 1922 ebbe una piccola parte accanto a Rodolfo Valentino in Il mozzo dell'Albatros, ma la svolta giunse nel 1924 quando John Ford, nel suo lungometraggio Il cavallo d'acciaio, gli affidò il ruolo del giovane protagonista Davy Brandon. Ford, come più tardi farà con John Wayne, si affidò all'eclettismo di O'Brien, al suo vigore fisico e atletico oltreché, soprattutto, alla sua irlandesità.

### Il successo
L'incontro con Ford e l'enorme successo al botteghino de Il cavallo d'acciaio diedero una grande popolarità a O'Brien, che apparve in numerosi film muti degli anni venti come Cuore di combattente (1925), sempre di Ford, e Le disgrazie di Adamo (1926) di Howard Hawks. Nel 1927 fu il protagonista maschile di Aurora di Friedrich Wilhelm Murnau, pellicola premiata alla prima edizione dei Premi Oscar come miglior film e produzione artistica, una categoria abolita fin dall'edizione successiva e inglobata in quella di miglior film.
Attraente e di bell'aspetto, O'Brien incarnò l'eroe positivo di numerosi film d'avventura, ma anche di pellicole sentimentali dell'epoca del muto, recitando accanto a numerose dive come Dolores Costello, Lois Moran, Janet Gaynor, Alma Rubens, Helen Chandler, Anita Stewart, Olive Borden - alla quale si legò sentimentalmente - e Madge Bellamy.
Con l'avvento del sonoro, a differenza di molti divi del muto, la stella di O'Brien brillò ancora di più. Dotato di una voce bella e accattivante, proseguì la carriera per buona parte degli anni trenta, come protagonista prevalentemente in film western prodotti dalla RKO e diretti per lo più dallo specialista David Howard, come Aquila solitaria (1932), Fulmine (1933), Amore alla frontiera (1934), Il demone della montagna (1935) e I diavoli rossi (1936).
I suoi film lo resero popolarissimo tra gli adolescenti, così come il suo cavallo Mike; a fianco a sé ebbe giovani attici destinate a diventare autentiche star come Laraine Day, Myrna Loy e Rita Hayworth, ma il cinema western degli anni trenta, malgrado gli incassi consistenti, non era particolarmente considerato dai critici. O'Brien, pur vantando una vasta popolarità, non riuscì a staccarsi da un genere fatto di cow-boys poco realistici che puntavano tutto sulla loro prestanza fisica e le loro abilità nell'esibirsi nel rodeo. Erano spesso lindi, eleganti, gentili come Harry Carey, Jack Holt, William Boyd, Fred Scott, Tom Tyler e altri ancora, o addirittura canterini come Ken Maynard, Roy Rogers, Gene Autry. Tutti comunque molto distanti dal cliché dell'uomo della prateria rude e polveroso che prenderà piede negli anni quaranta, facendoli considerare tutti attori di B-movie seriali, anticipatori di quel genere di film per ragazzi che si diffonderanno con l'avvento del mezzo televisivo.

### Il western moderno e il declino
Nel 1939, con l'uscita di Ombre rosse di Ford, il genere western cambiò completamente struttura e l'ormai quarantenne O'Brien, a differenza di altri tre idoli del cinema di frontiera della sua generazione come Gary Cooper, Joel McCrea e Randolph Scott, non si trovò più a suo agio nei panni dell'aitante protagonista. Si arruolò di nuovo volontario e nuovamente in Marina con l'entrata in guerra degli Stati Uniti e, al suo ritorno, sarà l'amico John Ford a ricordarsi di lui coinvolgendolo in due pellicole della famosa trilogia della cavalleria, Il massacro di Fort Apache (1948) e I cavalieri del Nord Ovest (1949), e affidandogli ruoli di caratterista di lusso nei panni di ufficiali al crepuscolo. Dopo una parentesi televisiva, ancora Ford gli affidò il ruolo del Maggiore Braden ne Il grande sentiero (1964), che fu l'ultimo film di O'Brien prima del ritiro definitivo dal mondo del cinema.

### Vita privata
Dopo la sua relazione con Olive Borden, che durò dal 1926 al 1930, O'Brien sposò nel 1933 l'attrice Marguerite Churchill, dalla quale divorzierà nel 1948. Dal matrimonio nacquero nel 1935 Orin O'Brien, divenuta contrabbassista della New York Philharmonic, e nel 1939 il futuro scrittore Darcy O'Brien.
Colpito da un ictus nel 1981, O'Brien trascorse gli ultimi anni della sua vita da infermo. Morì nel 1985.
Al 6201 di Hollywood Boulevard a Hollywood, è stata inserita una stella delle Celebrità della Hollywood Walk of Fame in suo onore.

## Filmografia parziale
- White Hands, regia di Lambert Hillyer (1922)
- Il mozzo dell'Albatros (Moran of the Lady Letty), regia di George Melford (1922)
- The Ghost Breaker, regia di Alfred E. Green (1922)
- Ebb Tide, regia di George Melford (1922)
- Nell'ombra di Parigi (Shadows of Paris), regia di Herbert Brenon (1924)
- Il cavallo d'acciaio (The Iron Horse), regia di John Ford (1924)
- Un'ora di follia (The Dancers), regia di Emmett J. Flynn (1925)
- Cuore di combattente (The Fighting Heart), regia di John Ford (1925)
- The Johnstown Flood, regia di Irving Cummings (1926)
- I tre furfanti (3 Bad Men), regia di John Ford (1926)
- L'aquila azzurra (The Blue Eagle), regia di John Ford (1926)
- Le disgrazie di Adamo (Fig Leaves), regia di Howard Hawks (1926)
- Passione di principe (Paid to Love), regia di Howard Hawks (1927)
- Aurora (Sunrise: A Song of Two Humans), regia di Friedrich Wilhelm Murnau (1927)
- Honor Bound, regia di Alfred E. Green (1928)
- Ancore d'oro (Sharp Shooters) di John G. Blystone (1928)
- L'arca di Noè (Noah's Ark), regia di Michael Curtiz (1928)
- Il bacio di Giuda (True Heaven), regia di James Tinling (1929)
- Saluto militare (Salute), regia di David Butler e John Ford (1929)
- L'ultimo eroe (The Last of the Duanes), regia di Alfred L. Werker (1930)
- La traccia bianca (Rough Romance), regia di A.F. Erickson (1930)
- L'amazzone mascherata (Riders of the Purple Sage), regia di Hamilton McFadden (1931)
- Aquila solitaria (The Rainbow Trail), regia di David Howard (1932)
- La rosa del Texas (The Gay Caballero), regia di Alfred L. Werker (1932)
- Fulmine (Smoke Lightning), regia di David Howard (1933)
- Amore alla frontiera (Frontier Marshal), regia di Lewis Seiler (1934)
- Il demone della Montagna (Thunder Mountain), regia di David Howard (1935)
- I diavoli rossi (Daniel Boone), regia di David Howard (1936)
- Il prigioniero volontario (O'Malley of the mounted), regia di David Howard (1936)
- Hollywood Cowboy, regia di Erwing Scott e George Sherman (1937)
- The Renegade Rangerregia di David Howard (1938)
- Lawless Valley, regia di David Howard (1938)
- Arizona Legion, regia di David Howard (1939)
- Trouble in Sundown
- Racketeers of the Range
- Timber Stampede
- The Fighting Gringo, regia di David Howard (1939)
- The Marshal of Mesa City, regia di David Howard (1939)
- Legion of the Lawless
- Bullet Code
- Prairie Law
- Stage to Chino
- Triple Justice, regia di David Howard (1940)
- 7 dicembre (December 7th: The Movie), regia di John Ford, Gregg Toland (1940)
- My Wild Irish Rose, regia di David Butler (1947)
- Il massacro di Fort Apache (Fort Apache), regia di John Ford (1948)
- I cavalieri del Nord Ovest (She Wore a Yellow Ribbon), regia di John Ford (1949)
- Il grande sentiero (Cheyenne Autumn), regia di John Ford (1964)

## Doppiatori italiani
- Giorgio Capecchi in Il massacro di Fort Apache; I cavalieri del Nord Ovest
- Renato Turi in Il grande sentiero